# Michaël Melchior
Pour les articles homonymes, voir Melchior.
Le Rabbin Michaël Melchior (en hébreu : מיכאל מלכיאור), né le 31 janvier 1954, est un homme politique et un parlementaire israélien du Meimad.

## Personnalité
Né d'une lignée de rabbins à Copenhague au Danemark, Melchior fait son aliyah en 1985. Ancien Grand Rabbin de Norvège, il a été ordonné rabbin à Jérusalem. Il est marié et père de cinq enfants.

## Carrière politique
Il est élu pour la première fois à la Knesset en 1999 et est réélu en 2003. Depuis 1999, il a été ministre des affaires sociales puis des relations avec la Diaspora. Il a également été vice-ministre des affaires étrangères de 1999 à 2002.